# Vibromaniacs
Vibromaniacs est un groupe de garage rock français, originaire de Dijon, en Côte-d'Or. Il est partiellement constitué d'anciens membres du groupe de garage The Psychotic Reactions. Il est influencé entre autres aussi bien par The Seeds que par les Fuzztones, les Cramps et les Dead Kennedys.

## Biographie
Les Vibromaniacs sont formés en 2000 à Dijon, en Côte-d'Or. Anciens membres des Psychotic Reactions, Laurent (Dr. Psyk) et Charles Gramatica (The Mad Monk) décident de former un nouveau groupe dans la lignée punkabilly. Ils signent au label Nova Express, dirigé par Lucas Trouble. 
Un premier album studio, intitulé Sweet Smell of Hell, sort en 2004. En 2008, le groupe publie un deuxième album studio, intitulé Welcome to the Freak's House.
Au début de 2015, ils jouent à La Vapeur aux côtés des groupes locaux The Flying Such Band et The Assowls. En novembre 2015, le groupe publie un troisième album Lost in the Time Tunnel, sur leur page Bandcamp,.

## Membres

### Membres actuels
- Laurent (Dr. Psyk) - chant
- Éric - batterie
- Alain (The Axe) - guitare (Stratocaster)
- Charles Gramatica (The Mad Monk) - chant, basse

### Anciens membres
- Michel - batterie
- Thierry (Baby Face Butcher) - batterie